# Dilema del voluntari
El joc del dilema del voluntari modela una situació en què cadascun dels N jugadors s'enfronta la decisió de o bé fer un petit sacrifici del qual tots se'n beneficien, o bé ser un polissó.
Un exemple és l'escenari on no hi ha electricitat a tot un barri. Tots els habitants saben que la companyia elèctrica solucionarà el problema, sempre que almenys una persona truqui per notificar, amb algun cost. Si no hi ha voluntaris, el millor resultat possible s'obté per a tots els participants. Si una sola persona decideix ser voluntària, la resta obté el benefici i ell ha de pagar un cost.
Un bé públic es produeix només si com a mínim una persona voluntària decideix pagar un cost arbitrari. En aquest joc, els espectadors decideixen independentment si sacrificar-se en benefici del grup o no. Com que el voluntari no rep cap benefici, hi ha un incentiu més gran per ser un polissó i no per sacrificar-se a si mateix pel grup. Si no hi ha voluntaris, tothom perd. Els fenòmens socials de l'efecte espectador i la difusió de la responsabilitat en gran manera estan relacionats amb el dilema del voluntari.
|                                        | Almenys una persona és voluntari | Tots diuen, deixem que un altre ho faci |
| Vostè és el voluntari                  | 1                                | —                                       |
| Vostè diu, deixem que un altre ho faci | 2                                | 0                                       |

Quan el dilema del voluntari té lloc entre els dos jugadors, el joc pren la forma del “joc de la gallina”. Com es veu per la matriu de pagaments, no hi ha una estratègia dominant al dilema del voluntari. En un equilibri de Nash d'estratègies mixtes, a mesura que es dona un augment de jugadors, es reduirà la probabilitat que qualsevol dels jugadors sigui voluntari i disminuirà la probabilitat que almenys una persona sigui voluntària, cosa que és un resultat de l'efecte espectador.